# Oratorio di San Rocco (Felino)
L'oratorio di San Rocco è un luogo di culto cattolico dalle forme tardo-romaniche con elementi gotici, situato in via Casale a Casale, piccola frazione di Felino in provincia e diocesi di Parma; è sussidiario della parrocchiale di San Pietro Apostolo di Carignano e fa parte della zona pastorale della città.

## Storia
L'oratorio fu edificato nella minuscola località di "Casale di Carignano" tra il 1480 e il 1490, forse in ringraziamento per la fine di un'epidemia; è probabile che nelle vicinanze del piccolo luogo di culto fosse già stato costruito un lazzaretto per gli appestati, in seguito abbandonato, di cui furono rinvenuti alcuni resti intorno alla metà del XX secolo.
La prima testimonianza certa della sua esistenza risale tuttavia soltanto al 1578, quando fu menzionato nel resoconto della visita apostolica del vescovo Giovanni Battista Castelli.
Tra il XVII e il XVIII secolo l'edificio fu restaurato sia internamente che esternamente e successivamente fu innalzato in adiacenza alla sagrestia il piccolo campanile.
In epoca imprecisata la struttura fu acquistata dai fratelli Angelo e Tommaso Cella, che nel 1779 ottennero dal vescovo di Parma Francesco Pettorelli Lalatta la possibilità di officiarvi quotidianamente il culto; allo scopo di aprirlo al pubblico, i due proprietari nel 1792 donarono il piccolo tempio, insieme ai terreni circostanti, alla non lontana chiesa di San Pietro Apostolo di Carignano, disponendo che da allora il suo parroco dovesse celebrarvi tutte le messe festive e in particolare la ricorrenza di san Rocco.
Il 9 novembre del 1983 un forte terremoto causò vari danni all'edificio, già deteriorato dagli agenti atmosferici; nel 1985 furono avviati i lavori di restauro e di consolidamento strutturale, conclusi nel dicembre di quell'anno.

## Descrizione

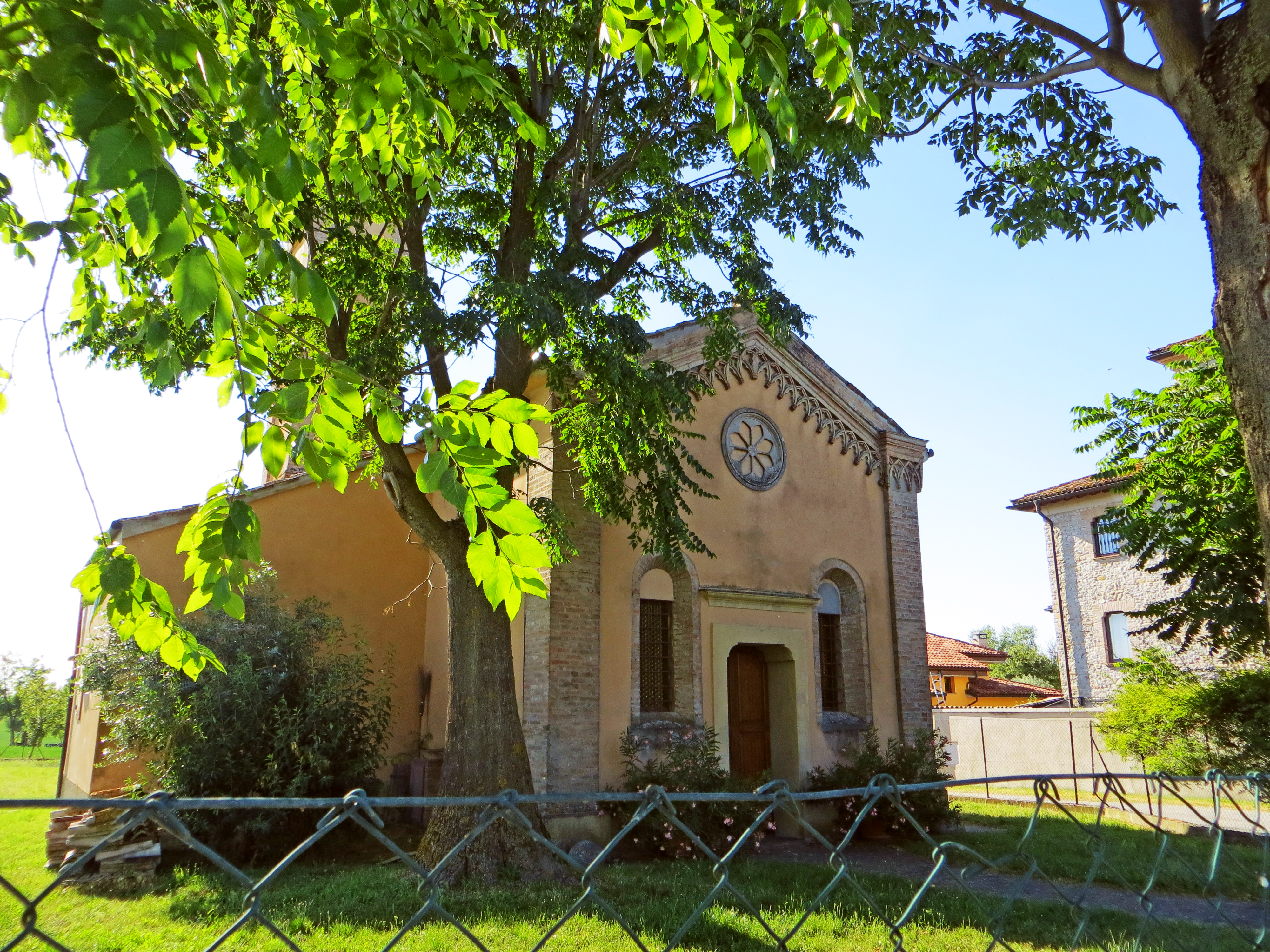
Facciata e lato sud

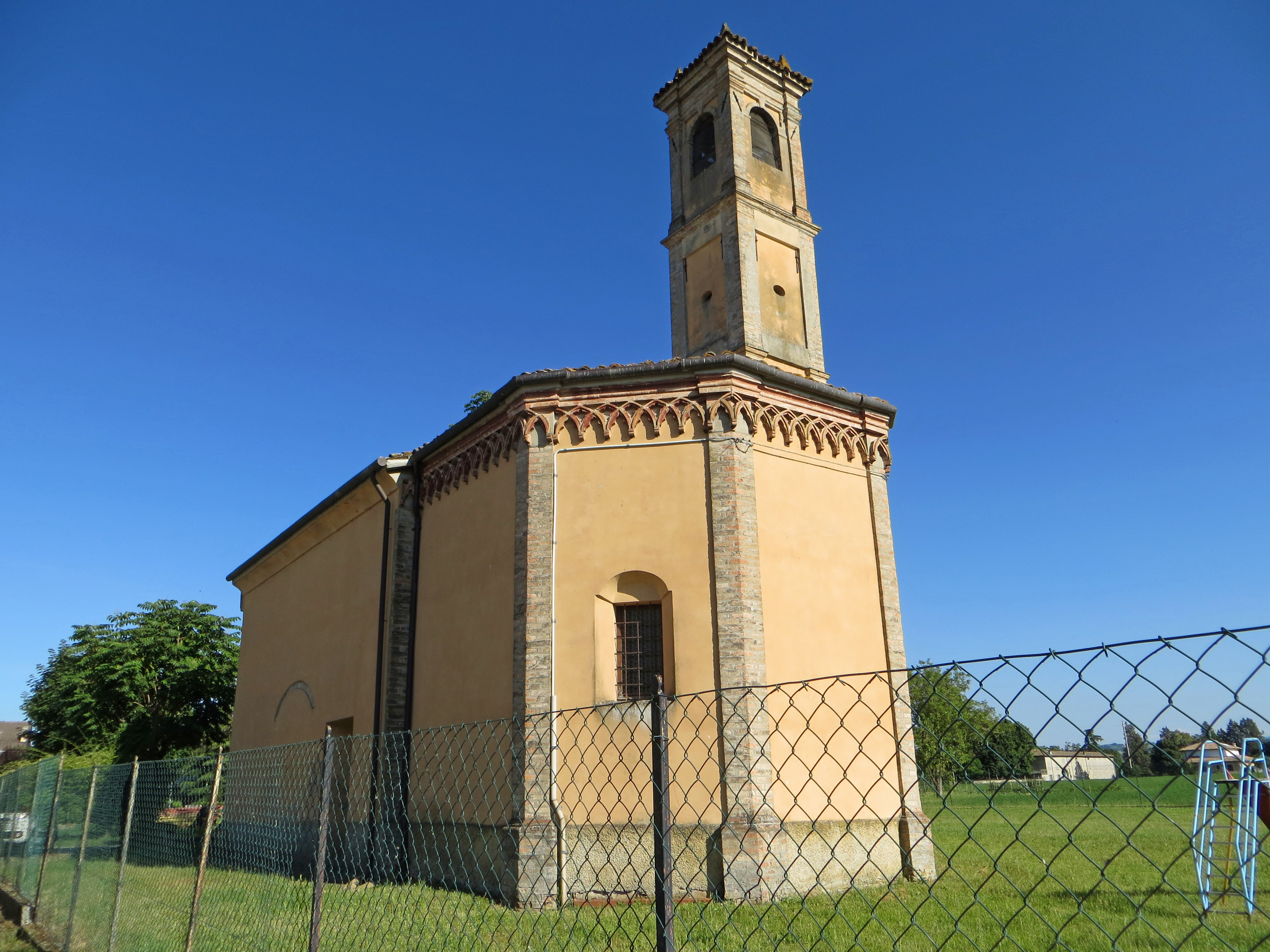
Abside e campanile

Il piccolo oratorio si sviluppa su un impianto a navata unica, con presbiterio absidato a pianta poligonale.
La simmetrica facciata a capanna, intonacata come il resto dell'edificio, è caratterizzata dalle pregevoli decorazioni romaniche e goticheggianti; al centro è collocato il portale d'ingresso incorniciato, affiancato da due alte monofore strombate ad arco a tutto sesto con cornice in laterizio; più in alto è posizionato nel mezzo un piccolo rosone cieco, mentre alle estremità si innalzano due lesene in mattoni; a coronamento si sviluppa un alto cornicione in cotto arricchito da un fregio ad archetti intrecciati.
Sul retro l'abside poligonale è ornata con lesene sugli spigoli, mentre in sommità corre lo stesso motivo ad archetti della facciata, che prosegue anche in corrispondenza dell'alto ed esile campanile, innalzato sul fianco sinistro dell'oratorio in adiacenza alla sagrestia.
All'interno la navata, coperta da una volta a botte, è affiancata da una serie di lesene coronate da capitelli dorici, a sostegno del cornicione perimetrale in lieve aggetto. Il presbiterio absidato, preceduto da un'arcata a tutto sesto retta da due colonne, è coronato da volta a ombrello in stile tardogotico; al centro è collocato l'altare maggiore a mensa in calcestruzzo, aggiunto nel 1985.
Di particolare pregio risulta il trittico cinquecentesco affrescato in controfacciata sopra all'ingresso; il dipinto, attribuibile a Francesco Tacconi o a Jacopo Loschi, raffigura l'Annunciazione, la Trinità e la Crocefissione; l'opera, danneggiata dalle infiltrazioni meteoriche e dal terremoto del 1983, fu interamente restaurata nel 1986.